# Suecia en los Juegos Olímpicos de Londres 2012
Suecia estuvo representada en los Juegos Olímpicos de Londres 2012 por un total de 134 deportistas que compitieron en  deportes. Responsable del equipo olímpico fue el Comité Olímpico Sueco, así como las federaciones deportivas nacionales de cada deporte con participación.
El portador de la bandera en la ceremonia de apertura fue el jinete Rolf-Göran Bengtsson.

## Medallistas
El equipo olímpico de Suecia obtuvo las siguientes medallas:
| Nombre                        | Deporte            | Competición            |
| ----------------------------- | ------------------ | ---------------------- |
| Oro                           |                    |                        |
| Fredrik Lööf Max Salminen     | Vela               | Star M                 |
| Plata                         |                    |                        |
| Equipo                        | Balonmano          | Torneo M               |
| Sara Algotsson Ostholt (Wega) | Hípica             | Concurso completo ind. |
| Håkan Dahlby                  | Tiro               | Foso doble M           |
| Lisa Nordén                   | Triatlón           | Individual F           |
| Bronce                        |                    |                        |
| Johan Eurén                   | Lucha grecorromana | 120 kg M               |
| Jimmy Lidberg                 | Lucha grecorromana | 96 kg M                |
| Rasmus Myrgren                | Vela               | Laser M                |